# Sionne
 Sionne  es una población y comuna francesa, en la región de Lorena, departamento de Vosgos, en el distrito de Neufchâteau y cantón de Coussey.

## Demografía
| 156 | 151 | 128 | 145 | 148 | 124 |
| Para los censos de 1962 a 1999 la población legal corresponde a la población sin duplicidades (Fuente: INSEE [Consultar]) |     |     |     |     |     |